# Šeberov
Praha-Šeberov ist ein Stadtteil sowie eine Katastralgemeinde am südlichen Rand der tschechischen Hauptstadt Prag und gehört zum Verwaltungsbezirk Prag 11. Die ehemals selbstständige Gemeinde, die aus den beiden Siedlungen Šeberov und Hrnčíře besteht wurde am 1. Juli 1974 an Prag angeschlossen.

## Bilder

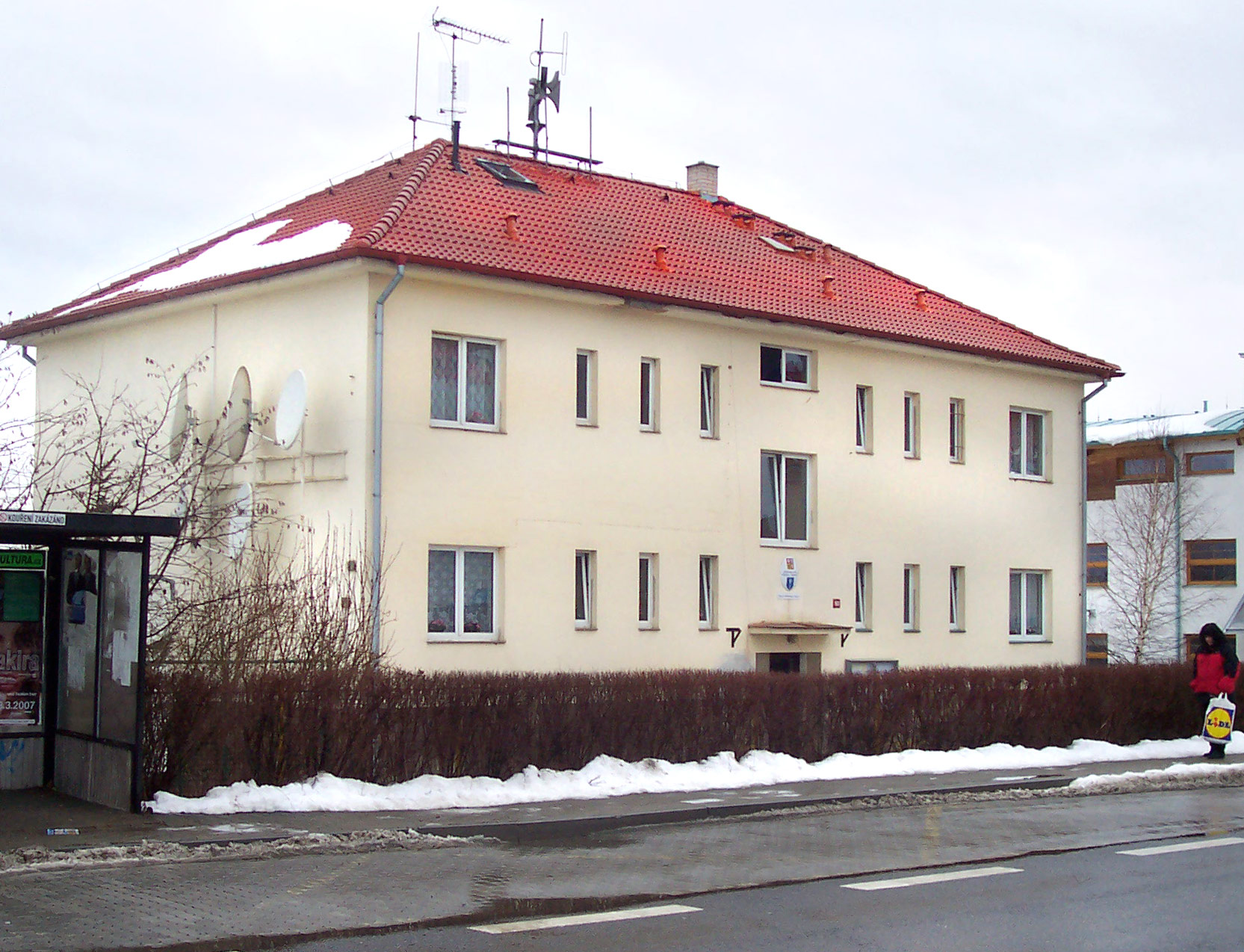
Amtshaus von Praha-Šeberov
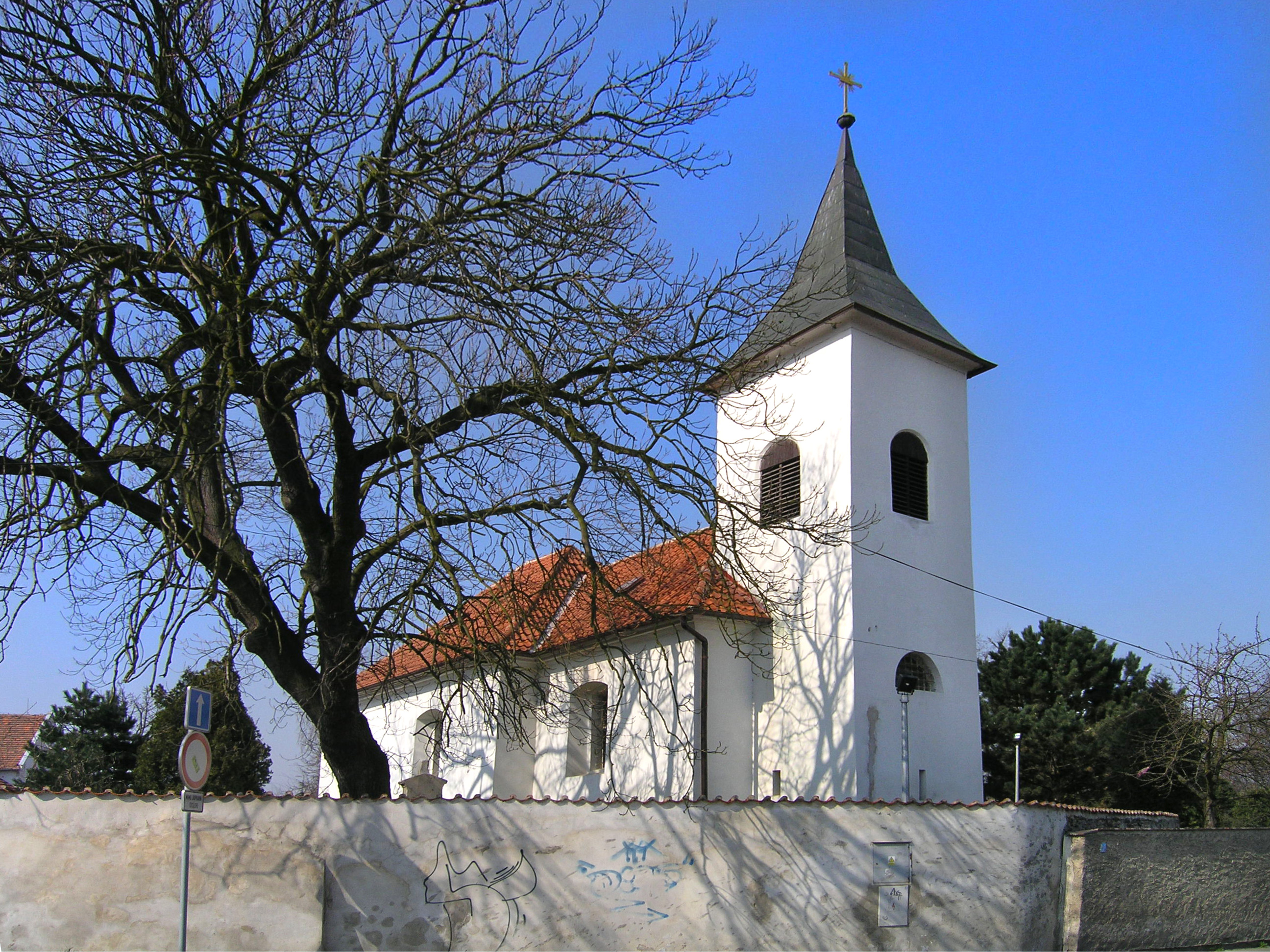
Kirche des hl. Prokop in Hrnčíře
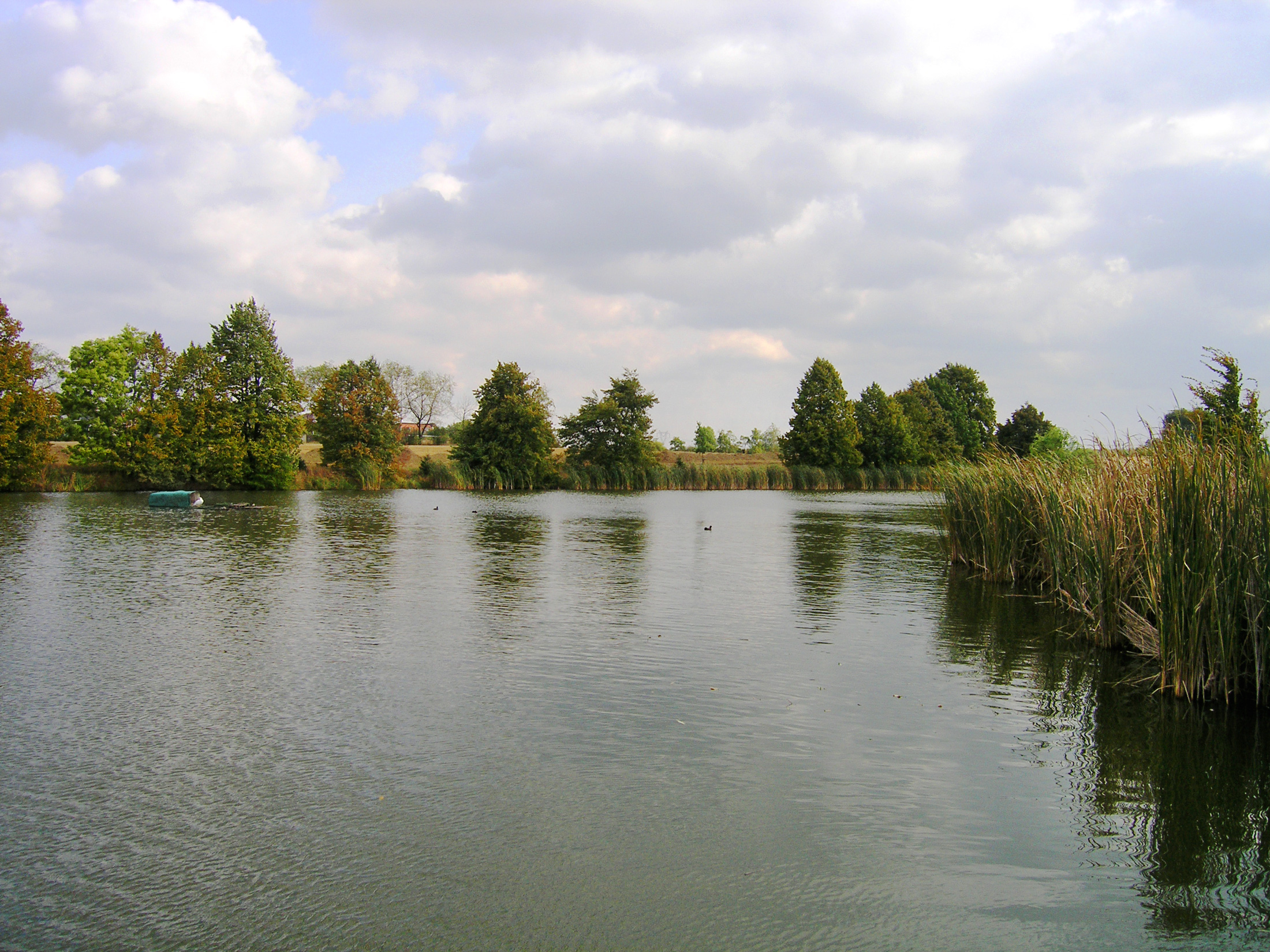
Der Teich Brůdek